# 三重県道658号片田井戸久居線
三重県道658号片田井戸久居線（みえけんどう658ごう かただいどひさいせん）は、三重県津市を通る一般県道である。

## 概要
津市片田井戸町から津市戸木町に至る。

### 路線データ
- 起点：三重県津市片田井戸町（字里前103の1番地先[1][2]：片田郵便局前交差点、国道163号交点）
- 終点：三重県津市戸木町（字北浦2931の4番地先[1][2]：戸木口交差点、国道165号交点）
- 総延長：3.87 km

## 歴史
- 1959年（昭和34年）
  - 1月25日 - 認定[3]

起点：三重県津市片田井戸町
終点：三重県一志郡久居町
  - 3月31日 - 道路区域の決定[4]
  - 5月19日 - 道路の供用開始[5]

- 三重県津市片田井戸町字里前103の1番地先から三重県津市片田井戸町字奥佐倉580の13番地先を経て三重県一志郡久居町戸木字北浦2931の4番地先まで（延長3.87 km）

- 2007年（平成19年）4月1日 - 県道の路線認定の一部改正[6]（自治体合併に伴う変更）

終点：三重県津市

## 路線状況

### 道路施設

#### 橋梁
- 里前橋（岩田川、津市）

## 地理

### 通過する自治体
- 三重県

- 津市

### 交差する道路
| 交差する道路         | 交差する場所 | 交差する場所              |
| -------------------- | ------------ | ------------------------- |
| 国道163号 / 伊賀街道 | 片田井戸町   | 片田郵便局前交差点 / 起点 |
| 国道165号            | 戸木町       | 戸木口交差点 / 終点       |

### 沿線
- 津片田郵便局
- 国立病院機構 三重中央医療センター
- 久居病院
- 陸上自衛隊 久居（風早）演習場
- 三重県立久居高等学校
- 津市立久居中学校
- 津市立片田小学校
- 津市立戸木小学校
- ナブテスコ 津工場
- 愛知機械工業 津工場
- 凸版印刷 エレクトロニクス事業本部 三重第二工場
- パイロットインキ 津工場
- LIXIL 久居工場
- 伊勢温泉ゴルフクラブ
- E23 伊勢自動車道 37 久居IC